# Gnewitz
Gnewitz település Németországban, Mecklenburg-Elő-Pomeránia tartományban. Lakosainak száma 252 fő (2023. december 31.).

## Népesség
A település népességének változása:
| Lakosok száma | 180  | 185  | 241  | 257  | 252  |
|               | 2017 | 2019 | 2021 | 2022 | 2023 |